# قاري سيف الله أختر
قاري سيف الله أختر (بالأردية: قاری سیف اللہ اختر)، ( - 9 يناير 2017) وهو عضو في تنظيم القاعدة كان رهن الاحتجاز الباكستاني عدة مرات قبل وفاته. تخرج من جامعة العلوم الإسلامية في كراتشي، وهو قائد وأحد مؤسسي حركة الجهاد الإسلامي، وهو شخصية رئيسية في الجماعات الجهادية منذ أوائل ثمانينات القرن العشرين.

## نشاطاته
عُيِّن رئيسًا لحركة الجهاد الإسلامي بعد مقتل مولانا إرشاد أحمد في شارانا خلال اشتباكات مع القوات السوفيتية. وفي يونيو 1985 شارك في محاولة انقلاب عام 1995 للإطاحة بالحكومة الباكستانية بقيادة بينظير بوتو،
اندمجت حركة الجهاد الإسلامي مع حركة المجاهدين عام 1990 ليشكلا حركة الأنصار، وعمل أختر نائباً لزعيم حركة المجاهدين السابق مولانا فضل الرحمن خليل. ثم حُلَّت حركة الأنصار، وانفصلت الحركتان مرة أخرى في عام 1997، ومنذ عام 1998 عندما أصدر أسامة بن لادن فتوى تحت شعار "القاعدة الإسلامية العالمية للجهاد ضد اليهود والصليبيين"، انضمت شرائح من حركة الجهاد الإسلامي إلى تنظيم القاعدة. وأدار أختر معسكرًا تدريبيًا في أفغانستان قبيل الغزو الأمريكي لأفغانستان في عام 2001، حيث درّب أكثر من 3500 شخص على القتالات التقليدية وغير التقليدية. واختفى من أفغانستان ولكن تم القبض عليه في أغسطس 2004 في دولة الإمارات العربية المتحدة، ثم تم تسليمه إلى باكستان.
تم تقديم التماس إلى المحكمة العليا من قبل صهر أختر في 12 أكتوبر 2004، للطعن في القبض عليه وطلب منع ترحيل أختر إلى دولة أخرى.
وفي 21 مايو 2007 وصل أختر إلى مسقط رأسه مندي بهاء الدين بعد أن أفرج عنه.
اعتُقِلَ أختر مرة أخرى في لاهور في 26 فبراير 2008 لاتهامه المزعوم في محاولة اغتيال بينظير بوتو في كراتشي في 18 أكتوبر 2007. وقال وزير الداخلية حامد نواز لوكالة أسوشيتيد برس أن ثلاثة من أبناء أختر تم اعتقالهم أيضًا.
أُطلق سراح أختر من الحجز في 26 مارس 2008 لعدم كفاية الأدلة.
أعيد اعتقاله في أغسطس 2010 بعد إصابته في غارة جوية بطائرة بدون طيار، لكن أُعيد إطلاق سراحه بعد أربعة أشهر. 
أكدت مديرية الأمن الوطنية الأفغانية أن أختر قُتل في غارة في منطقة نوى بولاية غزني في 9 يناير 2017. بينما أفادت الصحافة الباكستانية أنه قُتل في مقاطعة بارمال بولاية بكتيكا في نفس اليوم.